# Solenobia albiflavella
Solenobia albiflavella är en fjärilsart som beskrevs av Igor Kozhanchikov 1956. Solenobia albiflavella ingår i släktet Solenobia och familjen säckspinnare. Inga underarter finns listade i Catalogue of Life.